# تربسة
تِرِبْسةٌ (الاسم العلمي Thrips) جنس من هدبيات الأجنحة، تتكون أجنحتها خارجيًا،
يحف كل كل جناحٍ صفٌّ من الشعيرات المتوازية الشبيهة بأهداب الجفن، وهي ذاتُ تحولٍ
شبه تام، إذ يتضمن بعد الحورية طورًا ساكنًا قصيرًا يقابلُ الخادرة. وهي حشرة
متطفلة خارجيًا على المجموع الخضري لمعظم المحاصيل الحلقية والبستانية وهي 
في مرحلة البادرة، بوضع البيض في برنشيمة الأوراق من خلال شقوقٍ تصنعها الأنثى
بأداة الإباضة المنشارية.
تتغذى هذه الحشرات بالحشوة النسيجية للأوراق فتتحول الرقع المصابة إلى بُقعٍ
فضية اللون، وقد تنقل للنبات العائل ميكروبات مرضية.